# Nati nel 1972/Luglio
| Questa pagina contiene informazioni ricavate automaticamente dalle voci biografiche con l'ausilio del template Bio e di un bot. L'aggiornamento è periodico e automatico e ricostruisce completamente la pagina. Se manca una persona in questa lista, sei pregato di non aggiungerla, ma accertati piuttosto che la sua voce biografica contenga il template Bio e che i dati anagrafici siano correttamente compilati. Se il template Bio manca, inseriscilo tu stesso o, in alternativa, metti l'avviso {{tmp\|Bio}} che ne segnala la mancanza. Se i dati riportati sono sbagliati, correggi direttamente la voce biografica; le modifiche saranno visibili in questa lista entro pochi giorni. Per chiarimenti vedi il progetto biografie. La lista contiene solo le 336 persone che sono citate nell'enciclopedia e per le quali è stato implementato correttamente il template Bio. Pagina aggiornata al 18 ago 2025. |

- 1º luglio - Samer Al Marta, ex calciatore kuwaitiano
- 1º luglio - Eric Alfasi, allenatore di pallacanestro israeliano († 2021)
- 1º luglio - Vera Bagoly, ex cestista ungherese
- 1º luglio - Talğat Baimūratov, ex giocatore di calcio a 5 kazako
- 1º luglio - Rocco Casalino, giornalista italiano
- 1º luglio - William Costes, pilota motociclistico francese
- 1º luglio - Jimmy Hebert, ex calciatore francese
- 1º luglio - Tetsu Inada, doppiatore giapponese
- 1º luglio - Bruno Kernen, ex sciatore alpino svizzero
- 1º luglio - Alex Machacek, chitarrista austriaco
- 1º luglio - Steffi Nerius, giavellottista tedesca
- 1º luglio - Heinrich Trumheller, ex ciclista su strada tedesco
- 1º luglio - Volodymyr Vakulenko, poeta ucraino († 2022)
- 2 luglio - Momo, cantautrice italiana
- 2 luglio - Andrea Cococcetta, ex rugbista a 15 e allenatore di rugby a 15 italiano
- 2 luglio - Andrea Da Rold, allenatore di calcio e ex calciatore italiano
- 2 luglio - Fernando Díaz Alberdi, ex rugbista a 15 e allenatore di rugby a 15 argentino
- 2 luglio - Erlan Elewsïnov, ex calciatore kazako
- 2 luglio - Roberta Giussani, ex schermitrice italiana
- 2 luglio - Katsuhiro Minamoto, ex calciatore giapponese
- 2 luglio - Bruno Oliviero, regista, sceneggiatore e direttore della fotografia italiano
- 2 luglio - Isabel Picenoni, ex sciatrice alpina svizzera
- 2 luglio - Darren Shan, scrittore irlandese
- 2 luglio - Christian von Koenigsegg, imprenditore svedese
- 3 luglio - Matteo Fedeli, violinista e violista italiano
- 3 luglio - Dorthe Holm, giocatrice di curling danese
- 3 luglio - Pietro Mereu, regista e autore televisivo italiano
- 3 luglio - Petar Palić, vescovo cattolico kosovaro
- 3 luglio - Matt Schulze, attore e modello statunitense
- 3 luglio - Fuat Usta, allenatore di calcio e ex calciatore turco
- 3 luglio - Pieter de Villiers, ex rugbista a 15 e allenatore di rugby a 15 francese
- 4 luglio - Nina Badrić, cantante croata
- 4 luglio - Stephen Giles, canoista canadese
- 4 luglio - William Goldsmith, batterista statunitense
- 4 luglio - Stefan Jansen, ex calciatore olandese
- 4 luglio - Mike Knuble, ex hockeista su ghiaccio canadese
- 4 luglio - Nürken Mazbayev, ex calciatore kazako
- 4 luglio - Tomio Okamura, politico ceco
- 4 luglio - Claire Price, attrice inglese
- 4 luglio - Aleksej Širov, scacchista spagnolo
- 4 luglio - Karin Thürig, ex ciclista su strada e ex triatleta svizzera
- 4 luglio - Daisuke Yamanouchi, regista, sceneggiatore e produttore cinematografico giapponese
- 5 luglio - Niki Aebersold, ex ciclista su strada svizzero
- 5 luglio - Yassine Balbzioui, artista marocchino
- 5 luglio - Doremus Bennerman, ex cestista statunitense
- 5 luglio - David Benyamine, giocatore di poker francese
- 5 luglio - Matthew Birir, ex siepista e maratoneta keniota
- 5 luglio - Robert Esmie, ex velocista canadese
- 5 luglio - Joe, cantante e produttore discografico statunitense
- 5 luglio - Gilles Lellouche, attore, regista e sceneggiatore francese
- 5 luglio - Ted Price, autore di videogiochi e imprenditore statunitense
- 5 luglio - Gary Shteyngart, scrittore statunitense
- 5 luglio - Scarlett Thomas, scrittrice britannica
- 6 luglio - Isabelle Boulay, cantante canadese
- 6 luglio - Roger Esteller, ex cestista spagnolo
- 6 luglio - Fininho, ex giocatore di calcio a 5 brasiliano
- 6 luglio - Rossano Galtarossa, canottiere italiano
- 6 luglio - Laurent Gaudé, scrittore e drammaturgo francese
- 6 luglio - Brian Letscher, attore statunitense
- 6 luglio - Meke Mwase, allenatore di calcio e ex calciatore malawiano
- 6 luglio - Matteo Nicolucci, velista italiano
- 6 luglio - Žanna Pintusevyč-Blok, ex velocista ucraina
- 6 luglio - Lee Priest, culturista australiano
- 6 luglio - Riccardo Rovinelli, ex calciatore italiano
- 7 luglio - Stoney Case, ex giocatore di football americano statunitense
- 7 luglio - Jang Hyung-seok, ex calciatore sudcoreano
- 7 luglio - Andrzej Kubica, ex calciatore polacco
- 7 luglio - Lisa Leslie, ex cestista statunitense
- 7 luglio - Azusa Nakao, doppiatrice giapponese
- 7 luglio - Natallja Ryžankova, ex biatleta bielorussa
- 7 luglio - Daniela Tognoli, pilota motociclistica italiana
- 7 luglio - Kirsten Vangsness, attrice statunitense
- 7 luglio - Michael Westbrook, ex giocatore di football americano statunitense
- 7 luglio - Zhao Changhong, ex calciatore cinese
- 7 luglio - Marta Zoffoli, attrice italiana
- 8 luglio - Amir Abdou, allenatore di calcio francese
- 8 luglio - Danilo Bosio, ex fondista di corsa in montagna italiano
- 8 luglio - Francesco Campanella, mafioso e collaboratore di giustizia italiano
- 8 luglio - Dani González, allenatore di calcio e ex calciatore spagnolo
- 8 luglio - Gulnora Karimova, politica, cantante e stilista uzbeka
- 8 luglio - Viorel Moldovan, allenatore di calcio e ex calciatore rumeno
- 8 luglio - Sébastien Nadot, medievista, scrittore e politico francese
- 8 luglio - Andrew Owusu, ex triplista e lunghista ghanese
- 8 luglio - Gabriele Pedullà, critico letterario, critico cinematografico e saggista italiano
- 8 luglio - Shōsuke Tanihara, attore giapponese
- 9 luglio - Carmelo Floriddia, militare italiano
- 9 luglio - José Luis Galilea, ex cestista spagnolo
- 9 luglio - Garth Jennings, regista britannico
- 9 luglio - Derek Mills, ex velocista statunitense
- 9 luglio - Leonel Pontes, allenatore di calcio portoghese
- 9 luglio - Simon Tong, chitarrista e tastierista inglese
- 10 luglio - Daniel Rudolf Anrig, ufficiale e poliziotto svizzero
- 10 luglio - Dīmītra Asilian, ex pallanuotista greca
- 10 luglio - Simone Bianchi, illustratore italiano
- 10 luglio - Christoph Hochhäusler, regista e sceneggiatore tedesco
- 10 luglio - Damir Krznar, allenatore di calcio e ex calciatore croato
- 10 luglio - Pëtr Makarčuk, ex bobbista russo
- 10 luglio - Urve Palo, politica estone
- 10 luglio - Marcello Rossi, saggista, autore televisivo e direttore artistico italiano
- 10 luglio - Claudia Ruiz Massieu, politica e avvocata messicana
- 10 luglio - Kelly Ryan, ex culturista statunitense
- 10 luglio - Peter Serafinowicz, attore, doppiatore e comico britannico
- 10 luglio - Casey Snyder, ex sciatore alpino statunitense
- 10 luglio - Federico Stragà, cantautore italiano
- 10 luglio - Loranne Vella, scrittrice e traduttrice maltese
- 10 luglio - Sofía Vergara, attrice, produttrice televisiva e modella colombiana
- 10 luglio - John Viener, attore statunitense
- 10 luglio - Anna Waronker, cantautrice, musicista e compositrice statunitense
- 10 luglio - Tilo Wolff, cantante e musicista tedesco
- 11 luglio - Robert Brooks, ex giocatore di football americano statunitense
- 11 luglio - Henrique Capriles Radonski, avvocato e politico venezuelano
- 11 luglio - Roberta Garzia, attrice italiana
- 11 luglio - Heiko Gerber, ex calciatore tedesco
- 11 luglio - Carlos Enrique Gutiérrez Ortega, ex calciatore colombiano
- 11 luglio - Joe Johnson, ex giocatore di football americano statunitense
- 11 luglio - Michael Rosenbaum, attore statunitense
- 12 luglio - Tibor Benedek, pallanuotista e allenatore di pallanuoto ungherese († 2020)
- 12 luglio - Travis Best, ex cestista statunitense
- 12 luglio - Nicola Boselli, ex calciatore italiano
- 12 luglio - Gabriel Garko, attore e modello italiano
- 12 luglio - Lady Saw, cantante giamaicana
- 12 luglio - Jose Ramirez Rapadas III, vescovo cattolico filippino
- 12 luglio - Brett Reed, batterista statunitense
- 12 luglio - Jake Wood, attore inglese
- 12 luglio - Noëlle van Lottum, ex tennista francese
- 12 luglio - Paula Åkesdotter-Jarl, cantante svedese
- 13 luglio - Alexandra Araujo, pallanuotista brasiliana
- 13 luglio - Ahmed Dabo, ex calciatore mauritano
- 13 luglio - Gabriela Firea, politica, giornalista e conduttrice televisiva rumena
- 13 luglio - Mark Hammett, ex rugbista a 15 e allenatore di rugby a 15 neozelandese
- 13 luglio - Clayton Ince, ex calciatore trinidadiano
- 13 luglio - Héber Lopes, arbitro di calcio brasiliano
- 13 luglio - Sven Lõhmus, produttore discografico, compositore e paroliere estone
- 13 luglio - Fabio Paratici, dirigente sportivo e ex calciatore italiano
- 13 luglio - Teruhito Sugawara, pilota di rally giapponese
- 13 luglio - Sean Waltman, ex wrestler statunitense
- 14 luglio - Ill Bill, rapper e produttore discografico statunitense
- 14 luglio - Salvatore Cuomo, cuoco, imprenditore e personaggio televisivo italiano
- 14 luglio - Devis Favaro, ex ostacolista italiano
- 14 luglio - Leonardo Alberto González, allenatore di calcio e ex calciatore venezuelano
- 14 luglio - Saša Hiršzon, ex tennista jugoslavo
- 14 luglio - Loïc Le Meur, imprenditore francese
- 14 luglio - Lou Roe, ex cestista statunitense
- 14 luglio - Andreas Urs Sommer, filosofo, pubblicista e numismatico tedesco
- 14 luglio - Masami Suzuki, attrice, doppiatrice e cantante giapponese
- 14 luglio - Manfred Weber, politico tedesco
- 15 luglio - Henryk Bałuszyński, allenatore di calcio e calciatore polacco († 2012)
- 15 luglio - Cristina Battocletti, giornalista e scrittrice italiana
- 15 luglio - Liza Colón-Zayas, attrice e drammaturga statunitense
- 15 luglio - Alessandro De Pol, ex cestista e allenatore di pallacanestro italiano
- 15 luglio - Rickey Dudley, ex giocatore di football americano statunitense
- 15 luglio - Scott Foley, attore statunitense
- 15 luglio - Ivana Gargiulo, scenografa italiana
- 15 luglio - Osmin Hernández, ex calciatore cubano
- 15 luglio - Lee Eun-kyung, ex arciera sudcoreana
- 15 luglio - Gianpaolo Mondini, ex ciclista su strada italiano
- 15 luglio - Khalid Reeves, ex cestista e allenatore di pallacanestro statunitense
- 15 luglio - Natal'ja Sadova, ex discobola russa
- 15 luglio - Yao Defen, cinese († 2012)
- 16 luglio - Ronen Bergman, giornalista israeliano
- 16 luglio - François Drolet, ex pattinatore di short track canadese
- 16 luglio - Christiane Dunoyer, antropologa e etnologa italiana
- 16 luglio - Aaron Glenn, ex giocatore di football americano e allenatore di football americano statunitense
- 16 luglio - Steve Jenkins, allenatore di calcio e ex calciatore gallese
- 16 luglio - Oleg Ogorodov, ex tennista uzbeko
- 16 luglio - Marc Stachel, doppiatore tedesco
- 17 luglio - Ivan Bormolini, ex sciatore alpino italiano
- 17 luglio - Donny Marshall, ex cestista statunitense
- 17 luglio - Erilien, cantante bulgara
- 17 luglio - Tommaso Pellegrino, politico e medico italiano
- 17 luglio - Jörn Renzenbrink, ex tennista tedesco
- 17 luglio - Jason Rullo, batterista statunitense
- 17 luglio - Jaap Stam, dirigente sportivo, allenatore di calcio e ex calciatore olandese
- 17 luglio - Eric Williams, ex cestista statunitense
- 18 luglio - Fredrik Åkesson, chitarrista svedese
- 18 luglio - Michel Bassole, ex calciatore ivoriano
- 18 luglio - Elizabeth Cook, cantante statunitense
- 18 luglio - Slim Khezri, attore tedesco
- 18 luglio - Abel Korzeniowski, compositore polacco
- 18 luglio - Daniele Raco, comico, attore e wrestler italiano
- 18 luglio - Hannes Stefánsson, scacchista islandese
- 18 luglio - Bernard Williams, ex giocatore di football americano statunitense
- 19 luglio - Maria Teresa Bellucci, politica italiana
- 19 luglio - Tully Bevilaqua, ex cestista e allenatrice di pallacanestro australiana
- 19 luglio - Laurent Binet, scrittore francese
- 19 luglio - Naohito Fujiki, attore e cantante giapponese
- 19 luglio - Fernando Alberto Galetti, ex calciatore argentino
- 19 luglio - Ivan Alves Júnior, allenatore di calcio a 5, giocatore di calcio a 5 e ex calciatore brasiliano
- 19 luglio - David Lammy, politico e avvocato inglese
- 19 luglio - Sigrid Moldestad, cantante e violinista norvegese
- 19 luglio - Zanele Muholi, artista, fotografa e attivista sudafricana
- 19 luglio - Valerio Nasema, ex calciatore figiano
- 19 luglio - Shin'ichi Sakamoto, fumettista giapponese
- 19 luglio - Ebbe Sand, ex calciatore danese
- 19 luglio - Peter Sand, ex calciatore danese
- 20 luglio - Sacha De Toni, doppiatore italiano
- 20 luglio - Alejandro Gómez Girón, ex cestista spagnolo
- 20 luglio - Jenny B, cantante italiana
- 20 luglio - Attila Juhász, ex schermidore ungherese
- 20 luglio - Sydney Kamlager-Dove, politica statunitense
- 20 luglio - Thorsten Libotte, scrittore e poeta tedesco
- 20 luglio - Giacomo Mancini, politico italiano
- 20 luglio - Oltion Osmani, ex calciatore albanese
- 20 luglio - Alvydas Pazdrazdis, ex cestista e allenatore di pallacanestro lituano
- 20 luglio - Raffaella Ponzo, attrice italiana
- 20 luglio - Francesca Salvalajo, ex nuotatrice italiana
- 20 luglio - Emomali Sobirzoda, generale tagiko
- 20 luglio - Jozef Stümpel, hockeista su ghiaccio slovacco
- 21 luglio - Korey Cooper, tastierista e chitarrista statunitense
- 21 luglio - Makan Dioumassi, ex cestista e allenatore di pallacanestro francese
- 21 luglio - Iris Ferazzoli, ex cestista e allenatrice di pallacanestro argentina
- 21 luglio - Ai Haruna, personaggio televisivo e cantante giapponese
- 21 luglio - Sascha Heyer, giocatore di beach volley svizzero
- 21 luglio - Nikolaj Kozlov, ex pallanuotista russo
- 21 luglio - Shaffaq Mohammed, politico britannico
- 21 luglio - Catherine Ndereba, ex maratoneta keniota
- 21 luglio - Shinjiro Otani, wrestler giapponese
- 21 luglio - Emma Re, cantante italiana
- 21 luglio - Simon Reeve, conduttore televisivo e scrittore britannico
- 22 luglio - Franco Battaini, pilota motociclistico italiano
- 22 luglio - Sebastiano Colla, attore italiano
- 22 luglio - Colin Ferguson, attore e regista canadese
- 22 luglio - Andrew Holness, politico giamaicano
- 22 luglio - Angela Little, modella e attrice statunitense
- 22 luglio - Nora Mebarek, politica francese
- 22 luglio - Gerlandino Messina, mafioso italiano
- 22 luglio - Oleg Mutu, direttore della fotografia moldavo
- 22 luglio - Nataša Ninković, attrice serba
- 22 luglio - DJ Z-Trip, disc jockey e rapper statunitense
- 23 luglio - Philipp Beck, ex calciatore liechtensteinese
- 23 luglio - Isabella Corbellini, mezzofondista italiana
- 23 luglio - Giovane Élber, ex calciatore brasiliano
- 23 luglio - Trisha Fallon, ex cestista australiana
- 23 luglio - Anja Harteros, soprano tedesco
- 23 luglio - Ivano Lussignoli, canoista italiano († 2003)
- 23 luglio - Arturo Simont, schermidore messicano
- 23 luglio - Daniele Statella, disegnatore e fumettista italiano
- 23 luglio - Masaki Tsuchihashi, ex calciatore giapponese
- 23 luglio - Marlon Wayans, regista, attore e produttore cinematografico statunitense
- 23 luglio - Roger José de Noronha Silva, politico e ex calciatore brasiliano
- 24 luglio - Massimo Alfonsetti, rugbista a 15 italiano
- 24 luglio - Jorge Canifa Alves, scrittore capoverdiano
- 24 luglio - Paolo Calbini, ex cestista e allenatore di pallacanestro italiano
- 24 luglio - Massimo Cancellieri, allenatore di pallacanestro italiano
- 24 luglio - Luca Cattaneo, ex sciatore alpino e sciatore freestyle italiano
- 24 luglio - Madou Dossama, ex calciatore burkinabé
- 24 luglio - Tomotaka Fukagawa, ex calciatore giapponese
- 24 luglio - Javier Gutiérrez, schermidore cileno
- 24 luglio - Kaiō Hiroyuki, lottatore di sumo giapponese
- 24 luglio - Marcão, allenatore di calcio e ex calciatore brasiliano
- 24 luglio - Kristina Poplavskaja, ex canottiera lituana
- 25 luglio - Aleksandr Borodaj, politico russo
- 25 luglio - Marcelo Escudero, allenatore di calcio e ex calciatore argentino
- 25 luglio - Anna Gaspari, conduttrice radiofonica sammarinese
- 25 luglio - Jonathan Haggler, pugile statunitense
- 25 luglio - Vjačaslaŭ Heraščanka, allenatore di calcio e ex calciatore bielorusso
- 25 luglio - Tomasz Jankowski, ex cestista e allenatore di pallacanestro polacco
- 25 luglio - Valentin Kubrakov, ex cestista russo
- 25 luglio - Melissa Marr, scrittrice statunitense
- 25 luglio - Alessandro Marzio, allenatore di calcio e ex calciatore italiano
- 25 luglio - Masayuki Okano, dirigente sportivo e ex calciatore giapponese
- 25 luglio - Héctor Santibáñez, ex calciatore cileno
- 25 luglio - Régis Sonnes, ex rugbista a 15 e allenatore di rugby a 15 francese
- 25 luglio - Paolo Truzzu, politico italiano
- 25 luglio - Héctor Vinent, ex pugile cubano
- 25 luglio - Dariusz Zawiślak, regista, produttore cinematografico e sceneggiatore polacco
- 26 luglio - Massimo Beltrami, pilota motociclistico italiano
- 26 luglio - Francesco Di Bella, cantautore italiano
- 26 luglio - Steve Fletcher, ex calciatore inglese
- 26 luglio - Jugal Hansraj, attore e regista indiano
- 26 luglio - Jasmine, cantante italiana
- 26 luglio - Dean Klafurić, allenatore di calcio croato
- 26 luglio - Pasquale Padalino, allenatore di calcio e ex calciatore italiano
- 26 luglio - Gennaro Cosmo Parlato, cantante, paroliere e tenore italiano
- 26 luglio - Jonny Pasvolsky, attore australiano
- 26 luglio - Mark Richardson, ex velocista britannico
- 26 luglio - Massimo Ruggeri, ex cestista italiano
- 26 luglio - Antônio José Nogueira Santana, ex cestista brasiliano
- 27 luglio - Elisângela Adriano, ex discobola e pesista brasiliana
- 27 luglio - Ajdyn Aimbetov, cosmonauta kazako
- 27 luglio - Beatrice Fazi, attrice e conduttrice televisiva italiana
- 27 luglio - Takako Fuji, attrice e doppiatrice giapponese
- 27 luglio - Vladimir Krstić, ex cestista e allenatore di pallacanestro croato
- 27 luglio - Ryan Lorthridge, ex cestista statunitense
- 27 luglio - Samuel Mbairabé Tibingar, vescovo cattolico ciadiano
- 27 luglio - Ettore Prandini, imprenditore italiano
- 27 luglio - Clint Robinson, canoista australiano
- 27 luglio - Roberto Ruspoli, conduttore televisivo italiano
- 27 luglio - Maya Rudolph, attrice e comica statunitense
- 27 luglio - Takashi Shimizu, regista e sceneggiatore giapponese
- 27 luglio - Sheikh Muszaphar Shukor, ex astronauta malaysiano
- 27 luglio - Igor Taševski, allenatore di calcio e ex calciatore serbo
- 27 luglio - Elvis Thomas, ex calciatore canadese
- 27 luglio - Marco Tiberi, sceneggiatore e scrittore italiano († 2024)
- 27 luglio - Dorota Świeniewicz, ex pallavolista polacca
- 28 luglio - Walter Bénéteau, ciclista su strada francese († 2022)
- 28 luglio - Igor Crnadak, politico bosniaco
- 28 luglio - Erwann Kermorvant, compositore francese
- 28 luglio - Nick Lang, attore pornografico ungherese
- 28 luglio - Liang Qin, ex schermitrice cinese
- 28 luglio - Petra Magoni, attrice e cantante italiana
- 28 luglio - Tom Vanhoudt, allenatore di tennis e ex tennista belga
- 28 luglio - Yum Jung-ah, attrice sudcoreana
- 29 luglio - Ato Essandoh, attore statunitense
- 29 luglio - Simon Jones, bassista britannico
- 29 luglio - Park Hae-jung, ex tennistavolista sudcoreana
- 29 luglio - Maria Puglisi, ex cestista italiana
- 29 luglio - Rolf Rottmann, ex giocatore di calcio a 5 guatemalteco
- 29 luglio - Franco Smith, dirigente sportivo, allenatore di rugby a 15 e ex rugbista a 15 sudafricano
- 29 luglio - Giuseppe Luigi Spiga, vescovo cattolico e missionario italiano
- 29 luglio - Iosif Tâlvan, ex calciatore rumeno
- 29 luglio - Joe Vaz, attore, sceneggiatore e regista sudafricano
- 29 luglio - Wil Wheaton, scrittore, doppiatore e attore statunitense
- 30 luglio - Éric Bartecheky, allenatore di pallacanestro francese
- 30 luglio - Stefano Belandi, ex triatleta italiano
- 30 luglio - Olga Chernyak, ex schermitrice ucraina
- 30 luglio - Zakir Djalilov, ex calciatore kirghiso
- 30 luglio - Alain Djeumfa, allenatore di calcio camerunese
- 30 luglio - Patrick Favre, ex biatleta italiano
- 30 luglio - Dennis Looze, triatleta olandese
- 30 luglio - Jim McIlvaine, ex cestista statunitense
- 30 luglio - Michelle McLean, modella namibiana
- 30 luglio - Urbia Meléndez, ex taekwondoka cubana
- 30 luglio - Siniša Oreščanin, allenatore di calcio e ex calciatore croato
- 30 luglio - Jean Pellissier, scialpinista e fondista di corsa in montagna italiano († 2023)
- 30 luglio - Edith Wolf, ex atleta paralimpica svizzera
- 31 luglio - Marco Barollo, ex calciatore italiano
- 31 luglio - Denis Braidotti, judoka italiano
- 31 luglio - Giuseppe de Trizio, chitarrista, compositore e attore italiano
- 31 luglio - Rhys Duggan, ex rugbista a 15 neozelandese
- 31 luglio - Renata Dąbkowska, cantante polacca
- 31 luglio - Antonio Langham, ex giocatore di football americano statunitense
- 31 luglio - Derrick Phelps, ex cestista e allenatore di pallacanestro statunitense
- 31 luglio - Eric Stough, produttore cinematografico statunitense
- 31 luglio - Tami Stronach, ballerina, coreografa e attrice iraniana
- 31 luglio - Chris Weinke, ex giocatore di football americano statunitense